# Тортелини
Тортелини (на италиански: Tortellini, ед. ч. Tortellino) са яйчена паста с пълнеж, характерна за италианските градове Болоня и Модена.

## Етимология
Името в ед. число tortellino произлиза от умалителното на tortello, което идва от италианската дума torta (торта).

## Произход
Точното място на произхода им не е установено и то е оспорвано между Болоня и Модена. Село Кастелфранко Емилия, което се намира на виа Емилия по средата между двата града, ежегодно обявява фестивал на тортелините с мотивацията, че там е било родното им място.
Първите следи от тортелини датират от пергамент от 1112 г., както и от була на папа Александър III от 1169 г.
Тортелините в бульон често се сервират като част от коледното меню. Болонският историк от 20 век Алесандро Червелати съобщава, че тази традиция в Болоня датира от 12 век.
Първите рецепти, за които има писмени данни, датират от 14 век. В готварска книга може да се намери рецепта за torteleti di enula, а в друга – рецепта за tortelli di bronza, и двете с месен пълнеж.
Свидетелство за месния пълнеж идва до нас от 15 век, когато готвачът маестро Мартино описва подробно приготвянето на месния пълнеж на особени равиоли, предназначени да се приготвят в периода от годината, в който е позволена консумацията на месо по религиозни причини. Друго свидетелство идва от готвача Бартоломео Скапи, който през 16 век цитира рецепта за приготвяне на тортелети, наречени „анолини“ на народен латински.
В книгата L'economia del cittadino in villa на Винченцо Танара от 1664 г. се споменават „анолини или искаме да кажем тортелини, приготвени в масло.“

Менюто на коледния обяд от 1708 г. на монасите от манастира Сан Микеле ин Боско в Болоня споменава „супа от тортелини“.
През 18 век се разпространява обичаят да се слага волски костен мозък сред съставките на пълнежа за тортелини, за което свидетелства рецептата на Алберто Алвизи – готвач на епископа на Имола кардинал Барнаба Киарамонти (бъдещ папа Пий VII). Още през 1842 г. френският пътешественик и библиограф Валери Паскен отбелязва пълнеж от „мляна телешка лой, яйчни жълтъци и пармезан“. Тази практика изчезва през първата половина на 20 век.
Използването на мортадела и прошуто в пълнежа за тортелини е засвидетелствано от 19 век в рецептата, съобщена от Пелегрино Артузи в неговото ръководство „Кулинарната наука и изкуството да се яде добре“ (La scienza in cucina e l'arte di mangiar bene).

### Легенда
Има няколко легенди за произхода на това ястие. Според една от тях то е родено в Кастелфранко Емилия – исторически оспорван между Болоня и Модена град, от собственика на хан „Корона“, който, надничайки през ключалката в стаята на една благородничка, която е негова гостенка, е толкова впечатлен от красотата на нейния пъп, че иска да я възпроизведе кулинарно.
Друг вариант на историята е вдъхновен от „Отвлечената Секия“ на Алесандро Тасони и разказва как в онези времена, една вечер след ден на битка между болонезци и моденци, Венера, Дионис и Марс отсядат в хан „Корона“ в Кастелфранко Емилия. На следващата сутрин Марс и Дионис напускат странноприемницата, оставяйки Венера да спи. Когато богинята се събужда, вика някого и кръчмарят, който я вижда, я изненадва гола. Той е толкова впечатлен от прекрасните ѝ форми, че обратно в кухнята откъсва парче тънко тесто, пълни го и сгъва, като му придава формата на пъпа на богинята.

## Рецепти
На 7 декември 1974 г. Ученото братство Тортелино и Италианската кулинарна академия подават рецептата за пълнеж на тортелини в Търговската, промишлената, занаятчийската и селскостопанската камара на Болоня. Според рецептата в кора с брашно и яйца от 6-10 мм е препоръчителен пълнеж, приготвен от свинско филе, прошуто, мортадела от Болоня, пармезан, яйца и индийско орехче. Тортелините, според болонската традиция, трябва да се готвят и ядат непременно в хубав говежди, петелски или пилешки бульон. Препоръчва се тортелините да не се варят, тъй като в този случай голяма част от вкуса на пълнежа се разрежда и губи във водата, което прави ястието по-малко вкусно.
В района на Долна Мантуа на границата с област Реджо тортелините се приготвят в хубав бульон от кокошка или петел на най-важните празници и в семейства от селски произход, и след това се сервират в купа с малко бульон с добавка на Ламбруско (пенливо червено вино): този традиционен вариант се нарича Bevr'in vin.

### Варианти със сгъната форма
В Провинция Верона има вариант, който променя пълнежа и леко формата и изрязването на тестото: Тортелини ди Валеджо сул Минчо (Tortellini di Valeggio sul Mincio) от Валеджо сул Минчо. Ядат се сухи, овкусени с масло и градински чай, без бульон. Те са включени в списъка на традиционните за Венето хранителни продукти.
В Марке и Романя е широко разпространен вариант с по-голям размер, наречен капелети, който е с подобна форма, макар и затворена различно, и с пълнеж, който може да бъде както на месна основа (в Марке), така и на базата на рикота (извара) (в Романя).
В Болоня, Реджо Емилия, Ферара и Мантуа също има подобни форми с пълнежи от нетлъсто месо, дори по-големи от капелети: тортелони, пълнени с рикота, пармезан и магданоз (в Модена и Болоня), капелачи и тиквени тортели (Ферара, Реджо Емилия и Мантуа).

### Разгънати квадратни или кръгли варианти
Има и варианти с несгъната форма като равиоли. Анолините от друга страна използват само несгънатата форма, типична за провинциите на Западна Емилия.

### Тимбали
Неемилиански вариант е ястието Тимбало от тортелини, който се получава чрез приготвяне на тортелините на фурна с моцарела, сирене, доматен сос и други овкусявания по избор (яйце, гъби, патладжан и др.).

## Производствен процес

### Eтaпи на приготвяне
1. Смесете каймата заедно с останалите съставки, за да получите пълнежа
2. Смесете брашното и яйцата, за да получите тестото
3. Разточете тестото
4. Нарежете разточеното тесто на квадратчета
5. Поставете частта от пълнежа върху всяко тестено квадратче
6. Оформете тортелиното

### Оборудване

#### Домакинско
- дъска за начукване на месо
- точилка и дървена дъска за рязане
- кухненски нож
- резачка за тесто

#### Индустриално
- месомелачка
- месител
- машина за теглене на корите
- оформяща машина

## Извън Италия
Възможно е да се намерят опаковани тортелини във всяка част на света, особено там, където италианските общности имат определено значение.

В Италия, но и преди всичко в чужбина, където са добре познати и считани за символ на Bel Paese, те често се използват за ястия, които нямат нищо традиционно италианско, като: 
- Тортелини в сос с босилек и пармезан
- Тортелини с доматен сос
- Тортелини с домати, кашкавал фонтина и трюфели
- Тортелини с рукола и лимонов сок

## Признания
Регион Емилия-Романя е регистрирал Tortellino, чиято производствена спецификация се отнася за Провинция Модена, и Tortellino di Bologna, чиято спецификация се отнася за Метрополен град Болоня сред традиционните италиански хранителнo-вкусови продукти (PAT).
Регион Венето включва в списъка Тортелините от Валеджо сул Минчо.

## Национален ден на тортелините
Тортелините също имат празник: на 13 февруари се празнува Националният ден на тортелините.

## Тортелините в масовата култура
На тортелините е посветена едноименната песен, изпята по време на италианския детски песенен конкурс „Дзекино д'Оро“ през 2008 г.